# Augstenberg (bergstopp i Liechtenstein)
Augstenberg är en bergstopp i Liechtenstein. Den ligger i kommunen Triesenberg, i den sydöstra delen av landet, 9 km sydost om huvudstaden Vaduz. Toppen på Augstenberg är 2 359 meter över havet, eller 282 meter över den omgivande terrängen. Bredden vid basen är 2,0 km. Augstenberg ingår i Rhätikon.Den högsta punkten i närheten är Naafkopf, 2 570 meter över havet, 2,4 km söder om Augstenberg